# Leap of Faith (Bruce Springsteen)
Leap of Faith is een nummer van de Amerikaanse rockzanger Bruce Springsteen uit 1992. Het is de vierde single van zijn tiende studioalbum Lucky Town.
Het nummer flopte in Springsteens thuisland de Verenigde Staten, maar in Canada en een paar Europese landen, waaronder Nederland, werd "Leap of Faith" wel een (bescheiden) succes. In de Nederlandse Top 40 haalde het nummer de 35e positie.
E Street Band: Bruce Springsteen · Roy Bittan · Nils Lofgren · Patti Scialfa · Garry Tallent · Steven Van Zandt · Max Weinberg
Jake Clemons · Charles Giordano · Soozie Tyrell
Voormalige leden: Ernest Carter · Clarence Clemons · Danny Federici · Vini Lopez · David Sancious
Voormalige tourmuzikanten:
Everett Bradley · Barry Danielian · Clark Gayton · Curtis King · Suki Lahav · Ed Manion · The Miami Horns · Cindy Mizelle · Michelle Moore · Tom Morello · Curt Ramm · Jay Weinberg